# Encounter (2021)
Encounter, Deutsch auch mit Encounter – Der Feind in dir betitelt, ist ein Science-Fiction-Thriller von Michael Pearce, der im September 2021 beim Telluride Film Festival seine Premiere feierte und am 10. Dezember 2021 in den USA in das Programm von Prime Video aufgenommen wurde.

## Handlung
Nachdem ein Asteroid auf den Planeten Erde gestürzt ist, wird eine ungewöhnliche Kettenreaktion ausgelöst, in deren Folge Käfer zu blutrünstigen Monstern mutieren und Menschen von winzigen Mücken mit einer Krankheit infiziert werden.
Der Ex-Marine Malik Kahn untersucht in seinem Hotelzimmer ein Virus, das möglicherweise mit dem Ereignis in Zusammenhang steht. Malik plant, seine beiden kleinen Söhne Jay und Bobby zu retten, die bei der Mutter und deren neuem Ehemann leben.

## Produktion
Regie führte Michael Pearce, der gemeinsam mit Joe Barton auch das Drehbuch schrieb. Es handelt sich um Pearces zweite Regiearbeit bei einem Spielfilm. Sein vielfach ausgezeichnetes Spielfilmdebüt Beast hatte er im September 2017 beim Toronto International Film Festival vorgestellt.
Riz Ahmed übernahm die Hauptroll des Ex-Marine Malik Khan. Aditya Geddada spielt seinen Sohn Bobby, Lucian-River Chauhan seinen Sohn Jay Kahn. Janina Gavankar ist in der Rolle von Piya zu sehen.
Die Dreharbeiten fanden 2020 statt. Als Kameramann fungierte Benjamin Kračun.
Die Filmmusik komponierte Jed Kurzel. Das Soundtrack-Album mit 28 Musikstücken wurde Mitte Dezember 2021 von Lakeshore Records als Download veröffentlicht.
Die erste Vorstellung erfolgte am 3. September 2021 beim Telluride Film Festival. Ebenfalls im September 2021 wird er beim Toronto International Film Festival vorgestellt und im Oktober 2021 beim Chicago International Film Festival. Der Start bei Prime Video in den USA erfolgte am 10. Dezember 2021.

## Rezeption

### Altersfreigaben und Filmgenre
In den USA erhielt der Film von der MPAA ein R-Rating, was einer Freigabe ab 17 Jahren entspricht. In Deutschland wurde der Film von der FSK ab 12 Jahren freigegeben.
Oliver Kaever vom Spiegel erklärt in seiner Kritik, der Science-Fiction-Film, mit dessen Versatzstücken die Macher anfangs hantierten, erweise sich hier recht schnell als Maskerade, wie sich Encounter ohnehin immer wieder häute und die Tonlagen ändere, vom harten Thriller über den staubigen Western bis zum Paranoia-Fiebertraum und Vater-Sohn-Drama. Der Film erzähle von etwas, das nicht sichtbar in Erscheinung tritt und vielleicht auch nicht mit exakten Worten benannt werden könne, womit Michael Pearce einen Ball aufnehme, mit dem schon das amerikanische Science-Fiction-Kino der 1950er Jahre angesichts des Kalten Krieges und atomarer Bedrohung spielte, so Kaever. Encounter sei eine Variation des Klassikers Die Dämonischen, die sich der Alien-Kulisse entledigt und zurück zum dramatischen Kern einer Entfremdungsgeschichte findet.

### Auszeichnungen
British Independent Film Awards 2021
- Nominierung als Bester Hauptdarsteller (Riz Ahmed)
- Nominierung als Bester Nebendarsteller (Lucian-River Chauhan)
- Nominierung für die Beste Filmmusik (Jed Kurzel)
- Nominierung für den Besten Ton[18]

## Synchronisation
Die deutsche Synchronisation entstand nach einem Dialogbuch und der Dialogregie von Hans Schneck im Auftrag der Speeech Audiolingual Labs GmbH, München.
| Darsteller           | Synchronsprecher   | Rolle           |
| -------------------- | ------------------ | --------------- |
| Riz Ahmed            | Julien Haggège     | Malik Khan      |
| Aditya Geddada       | Adrian Arnold      | Bobby Khan      |
| Brennan Keel Cook    | Pirmin Sedlmeir    | Dwight McKinley |
| Misha Collins        | Tillbert Strahl    | Dylan           |
| Stefan Sims          | Marc Rosenberg     | Ernie           |
| Keith Szarabajka     | Pat Zwingmann      | Grant           |
| Octavia Spencer      | Martina Treger     | Hattie Hayes    |
| Lucian-River Chauhan | Niklas Gebendorfer | Jay Khan        |
| Bill Dawes           | Martin Schülke     | Kurt McKinley   |
| Shane McRae          | Julian Bayer       | Lance Dunn      |
| Janina Gavankar      | Berenice Weichert  | Piya            |
| Antonio Jaramillo    | Benjamin Hirt      | Raul            |
| Rory Cochrane        | Thomas Wenke       | Shepard West    |